# Muławka bałkańska
Muławka bałkańska, muławka, umbra, muławka europejska, muławka dunajska (Umbra krameri) – gatunek ryby szczupakokształtnej z rodziny muławkowatych (Umbridae). 

## Występowanie
Dorzecze Dunaju i Dniestru. Zamieszkuje wody stojące i wolno płynące, w szczególności zamulone (stąd nazwa). Na Słowacji występuje w Bodrogu i w samym Dunaju, głównie w starorzeczach i kanałach na Wyspie Żytniej.
W Polsce spotykana rzadko. Pojawiła się m.in. w jeziorze Kiernoz koło Olsztyna, gdzie trafiła prawdopodobnie z materiałem zarybieniowym.

## Opis
Ubarwienie zielonobrunatne z nieregularnymi ciemnymi plamami. Wzdłuż boków jasny pasek. Płetwa grzbietowa i odbytowa położone w tyle ciała, płetwa ogonowa jest zaokrąglona. Osiąga rozmiar 5–8 cm, maksymalnie 12 cm długości. Samica jest większa od samca. Posiada pęcherz pławny przystosowany do oddychania powietrzem atmosferycznym. Linia boczna słabo wykształcona.

## Odżywianie
Żywi się skorupiakami oraz owadami.

## Rozród
Tarło odbywa się przy temperaturze 12–18 stopni Celsjusza. Samica składa około 150 jajeczek w gnieździe zbudowanym w zagłębieniu dna zbiornika i strzeże ich oraz świeżo wylęgłych larw. Muławka żyje 3, maksymalnie 5 lat.

## Znaczenie gospodarcze
Nie ma żadnego znaczenia gospodarczego. Na skutek zanieczyszczenia wód, zabiegów melioracyjnych oraz budowy nowych urządzeń wodnych (lub zaniechania utrzymywania starych sieci kanałów) stała się gatunkiem rzadkim i zagrożonym. Bywa hodowana w akwariach.